# Пацаны (4-й сезон)
Четвёртый сезон американского супергеройского телесериала «Пацаны», снятого на основе одноимённой серии комиксов Гарта Энниса и Дэрика Робертсона. Разработан американским сценаристом и телепродюсером Эриком Крипке. Производством занималась студия Sony Pictures Television совместно с Point Grey Pictures, Original Film, Kripke Enterprises, Kickstart Entertainment и KFL Nightsky Productions.
Из предыдущих сезонов в четвёртом вернулись Карл Урбан, Джек Куэйд, Энтони Старр, Эрин Мориарти, Джесси Т. Ашер, Лаз Алонсо, Чейс Кроуфорд, Томер Капон, Карен Фукухара, Нэйтан Митчелл, Колби Минифи, Думит, Клаудия и Кэмерон Кроветти; новые участники сериала: Сьюзан Хейворд, Вэлори Керри и Джеффри Дин Морган. Действие происходит шесть месяцев спустя после событий предыдущего сезона: Виктория Ньюман (Думит) как никогда близка к вступлению в должность президента Соединённых Штатов, одновременно с этим находясь под контролем Хоумлендера (Старр), который всё сильнее и сильнее наращивает свою власть над страной. Билли Бутчеру (Урбан) осталось жить всего несколько месяцев, и если он хочет спасти мир, пока не стало слишком поздно, то должен найти способ наладить сотрудничество с «Пацанами», которым надоела его ложь.
Авторы сериала анонсировали четвёртый сезон сразу же после релиза третьего. Первые три серии появились на потоковом сервисе Amazon Prime Video 13 июня 2024 года; последующие пять эпизодов выходили еженедельно. Сезон получил высокие отзывы от критиков за боевые сцены, развитие персонажей, чёрный юмор, эмоциональную глубину, фабулу, сочетание политической составляющей и сюрреализма, комбинацию насилия, юмора и общественного резонанса, а также за игру актёров (в особенности Урбана, Куэйда, Старра, Мориарти и Хэйард). Большинство экспертов и порталов сочло этот сезон самым полярным и мрачным на фоне остальных.
Сюжет четвёртого сезона переплетается со спин-оффом «Поколение „Ви“» (2023—н. в.).
14 мая 2024 года сериал был продлён на пятый сезон. 11 июня, за два дня до релиза четвёртого сезона, Крипке заявил, что пятый сезон станет заключительным.

## Список серий
| № общий | № в сезоне | Название                                                                                | Режиссёр          | Автор сценария           | Дата премьеры |
| --- | ---------- | --------------------------------------------------------------------------------------- | ----------------- | ------------------------ | ------------- |
| 25 | 1          | «Отдел грязных трюков» «Department of Dirty Tricks»                                     | Фил Сгриккиа      | Дэвид Рид                | 13 июня 2024  |
| Во время мероприятия «Пацаны» пытаются убить Ньюман, но после появления Хоумлендера и ошибки Билли Бутчера, который пытается схватить Райана, остаётся только Хьюи Кэмпбелл, который брызгает кислотой в лицо Ньюман. В неё стреляет подошедший Бутчер, но это не причиняет Ньюман никакого вреда. Хоумлендер, уставший от того, что за ним все гоняются, нанимает супера Сестру Сейдж (которая является самым умным существом на Земле), чтобы та помогла ему обрести цель. Бутчер встречается с Ньюман, чтобы вернуть Райана в обмен на удаление файлов Red River. Приступая к осуществлению своего плана, Хоумлендер заставляет Подводного и Чёрного Нуара убить трёх человек, включая Тодда, чтобы подставить Старлайт. Хьюи узнаёт, что его отец попал в больницу. Прибыв туда, у постели отца он обнаруживает свою мать. |            |                                                                                         |                   |                          |               |
| 26 | 2          | «Жизнь среди заразы» «Life Among the Septics»                                           | Карен Гавиола     | Джессика Чоу             | 13 июня 2024  |
| Бутчер говорит «Пацанам», что ему осталось жить недолго, из-за чего ММ выгоняет его из команды. Хоумлендеру и Сейдж поручено организовать первое спасение Райана. Хьюи, оказавшись в больнице, узнаёт, что доверенность на принятие решения при коме его отца есть у его матери, и они ссорятся. ММ, Французик и Кимико, к которым также присоединился Бутчер, отправляются на съезд, где Сейдж вербует Фейерверк, заставляя её убить «Пацанов», но безуспешно. На помощь Райану приходит Хоумлендер, и Райан случайно убивает фальшивого преступника. Хьюи и Энни отправляются в парк, чтобы дождаться Экспресса, который в итоге ссорится со своим братом, хотя и предоставляет ему всё необходимое для освобождения задержанных. Бутчер пытается убедить ММ вернуть его после того, как он спас их, но у него ничего не получается. |            |                                                                                         |                   |                          |               |
| 27 | 3          | «Вейся, красный наш флаг» «Weʼll Keep the Red Flag Flying Here»                         | Фред Туа          | Элли Монахэн             | 13 июня 2024  |
| На мероприятии Хоумлендер произносит речь и представляет Сейдж и Фейерверк как членов «Семёрки». Бутчер поручает Джо Кесслеру найти Райана и обучить его. У ММ появилась идея завербовать Экспресса в качестве шпиона в «Семёрку», но её отвергают Хьюи и Энни. Сейдж официально сменяет Эшли на посту генерального директора Vought, хотя та и останется таковой в глазах общественности. ММ встречается с Экспрессом, который в конечном итоге соглашается с его идеей. Французик и Кимико отправляются на задание, где у Французика под действием наркотиков начинаются галлюцинации о его прошлом, в то время как Кимико сражается со старой знакомой. Райан рассказывает Бутчеру, как он случайно убил человека, но тот рассказывает ему обо всех плохих поступках, которые он совершил, и о своём страхе уйти, не побывав с ним. Хоумлендер убивает Анику после признания в контакте со Старлайт. Старлайт противостоит Фейерверк, которая затаила на неё обиду за то, что проиграла ей, и чувствует себя униженной. Хьюи проникает на миссию вместе с Сейдж, Хоумлендером и Ньюман, в ходе которой они планируют устранить Сингера и сделать Ньюман президентом, для чего им приходится раскрыть, кто она такая. Хьюи обнаруживает Хоумлендер, который пытается убить его, но его спасает Экспресс. Дафна рассказывает Хьюи, что страдала от депрессии и после попытки самоубийства решила уйти, чтобы никому не навредить. Хоумлендер ругает Райана за то, что он видится с Бутчером, после этого у него случается нервный срыв и он начинает разговаривать сам с собой. |            |                                                                                         |                   |                          |               |
| 28 | 4          | «Мудрость пожилых» «Wisdom of the Ages»                                                 | Фил Сгриккиа      | Джофф Олл                | 20 июня 2024  |
| Хоумлендер возвращается в лабораторию, где его воспитывали. Там он мучает и убивает весь персонал за исключением директора, доктора Барбары Финдли. Дафна решает отключить Хью-старшего от системы жизнеобеспечения, к большому гневу Хьюи. Энни встречается с Сингером, чтобы помочь ему, если он пообещает уничтожить Vought. Хьюи и Кимико встречаются с Экспрессом, чтобы он добыл сыворотку V для отца Хьюи. Затем они попадают в засаду, устроенную «Сияющим Светом», но отбиваются от них. ММ возвращает Бутчера в «Пацанов», и они пытаются шантажировать Фейерверк, чтобы та раскрыла план Сейдж, угрожая раскрыть, что у неё когда-то был секс с пятнадцатилетним подростком. Однако вместо этого Фейерверк сама раскрывает это публике, как и планировала Сейдж, чтобы немедленно преуменьшить значение, сообщив, что рождённая и выросшая христианами Энни сделала аборт шесть месяцев назад (с ведома и согласия Хьюи). Возмущённая Энни жестоко избивает Фейерверк во время прямого эфира, подрывая свою репутацию, прежде чем ММ уводит её прочь; Сингер объявляет о расторжении сделки, поскольку из-за этой информации все избиратели-республиканцы выступили против него. Французик исследует трейлер Фейерверк, но на него нападает Иезекииль. Бутчер вмешивается, прежде чем потерять сознание. Очнувшись, Билли находит Иезекииля мёртвым. Позже он следует за Хьюи, когда тот получает V от Экспресса и прощает его за убийство Робин. Бутчер говорит Хьюи, что снова принял V в надежде излечиться, но безуспешно. Французик признаётся Колину в убийстве его семьи, в результате чего последний избивает его и прекращает их отношения. Хьюи навещает своего отца и решает не вводить ему V, но её вводит кто-то другой, выводя его из комы. Окровавленный Хоумлендер покидает лабораторию, а доктор Финдли оказывается заперта в комнате с мёртвыми сотрудниками. |            |                                                                                         |                   |                          |               |
| 29 | 5          | «Остерегайся бармаглота, сын мой» «Beware the Jabberwock, My Son»                       | Шана Стейн        | Джудалина Нейра          | 27 июня 2024  |
| После того, как Кэмпбелл-старший выходит из комы, Дафна рассказывает Хьюи, что она ввела ему V. Энни обвиняют в смерти Иезекииля. Бутчер рассказывает «Пацанам» о вирусе для уничтожения суперов, который находится в распоряжении Ньюман. Бутчер и ММ навещают Стэна Эдгара в тюрьме, чтобы он помог им отыскать вирус. Хьюи начинает проводить время со своей семьёй. Стэн и «Пацаны» отправляются в дом, где обнаруживают, что с V ставили эксперименты на животных. Приезжает Ньюман; в поисках учёного на них нападают животные, им удаётся убить тех последней дозой вируса. В больнице отец Хьюи убивает нескольких пациентов после того, как не смог контролировать свои способности, и начинает терять память, а Хьюи вводит своему отцу наркотик, чтобы тот мог спокойно умереть. Кэмерона Коулмана обвиняют в утечке видео и позднее убивают. Французик сдаётся полиции за свои прошлые преступления. Бутчер инсценирует смерть учёного Самира, а на самом деле похищает его, чтобы он воссоздал вирус. |            |                                                                                         |                   |                          |               |
| 30 | 6          | «Грязный бизнес» «Dirty Business»                                                       | Карен Гавиола     | Анслем Ричардсон         | 4 июля 2024   |
| «Пацаны» проникают на вечеринку Технорыцаря, выдавая Хьюи за Паутинника, супера-наркомана. Подводный говорит Чёрному Нуару, что он должен убивать, чтобы стать равным своему предшественнику. Беспокоясь о Хьюи, Энни, ММ и Кимико входят в особняк Технорыцаря; тот раскрывает Хьюи. ММ стреляет Сейдж в голову, временно нейтрализовав её, прежде чем у него начинается паническая атака. Экспресс спасает ММ, доставляя его в больницу. Энни и Кимико прибывают, чтобы спасти Хьюи, прежде чем Технорыцарь начнёт пытать его; «Пацаны» опустошают банковские счёта Технорыцаря. Тот рассказывает им, что Хоумлендер и Сейдж планируют использовать тюрьмы в качестве лагерей для интернированных; его убивает дворецкий Элайджа. На следующий день Фейерверк рассказывает Хоумлендеру, что Энни была на вечеринке. Они становятся близки, когда она кормит его своим грудным молоком. Бутчер заставляет Самира воссоздать и усилить вирус, чтобы убить Хоумлендера, но при этом он убьёт всех суперов на Земле; вскоре он обнаруживает, что Джо — галлюцинация, а в реальности он мёртв. |            |                                                                                         |                   |                          |               |
| 31 | 7          | «Инсайдер» «The Insider»                                                                | Катриона Маккензи | Пол Греллонг             | 11 июля 2024  |
| Бутчер вызволяет Французика из тюрьмы, чтобы тот помог Самиру разработать вирус. ММ отказывается быть главой «Пацанами», передаёт полномочия Бутчеру и думает о том, чтобы уехать из страны с Моник и Джанин, однако Экспресс убеждает его отказаться от планов. «Пацаны» раскрывают план убийства Сингера, который будет осуществлён супером-оборотнем. В их руки попадают секретные документы из квартиры оборотня. Хоумлендер убивает Паутинника, думая, что он передавал информацию Бутчеру. Хьюи отправляется в дом Ньюман, чтобы убедить её прекратить сотрудничать с Хоумлендером, но безуспешно. Хоумлендер посылает Подводного и Чёрного Нуара убить «Пацанов». Суперы затевают драку с Бутчером и Энни, но «Пацанов» спасают вовремя прибывшие Экспресс и ММ. Подводный и Чёрный Нуар узнают, что за утечкой информации стоял Экспресс, который вместе с семьёй покидает страну. Разъярённый Хоумлендер выгоняет Сейдж из «Семёрки» за то, что она скрывала то, что утечку данных осуществлял Экспресс. Устав от того, что Vought использует его, Райан прерывает прямой эфир рождественской трансляции, чтобы выступить с речью, и уходит. Французик и Кимико примиряются, рассказывая друг другу об ужасных поступках, совершёнными ими в прошлом. Самир вводит Кимико дозу вируса, который он создал, и убегает. Французик отрезает ей ногу, чтобы вирус не распространился. Бутчер теряет сознание в баре, а Энни похищает супер-оборотень, который проникает в дом Хьюи и крадёт полученные «Пацанами» секретные документы. Сама Энни оказывается прикована цепями в неизвестном месте. |            |                                                                                         |                   |                          |               |
| 32 | 8          | «Финал четвёртого сезона» «Убийственный забег» «Season Four Finale» «Assassination Run» | Эрик Крипке       | Джессика Чоу и Дэвид Рид | 18 июля 2024  |
| Райан и Мэллори навещают Бутчера в больнице. Там Мэллори и Бутчер раскрывают Райану правду о преступлениях Хоумлендера и просят выступить против него. Райан отказывается и случайно убивает Мэллори, когда она пытается заманить Райана в ловушку в больнице. Хоумлендер приказывает оставшимся членам «Семёрки» убить любого, у кого есть компромат на Vought; подслушивающая Эшли вводит себе V. Французику удаётся извлечь вирус из ампутированной ноги Кимико. Пока «Пацаны» сидят в подземном бункере с Сингером, Хьюи понимает, что Энни заменил оборотень, и начинается драка; Энни освобождается и убивает оборотня. Французик и Кимико восстанавливают свои отношения и целуются. После того, как Хоумлендер в телешоу Фейерверк раскрывает, что Ньюман является супером, Ньюман соглашается на перемирие с Хьюи, чтобы защитить Зои. Бутчер, поддавшись своей тёмной стороне и влиянию Кесслера, убивает Ньюман с помощью новой способности производить отростки из своей опухоли и крадёт вирус. Сейдж возвращается в Башню Vought, сообщив, что Сингер заказал убийство Ньюман, и сообщает Хоумлендеру, что недавно приведённый к присяге президент Соединённых Штатов Стивен Кэлхун клянётся ему в верности. Кэлхун вводит военное положение, отправляя армию суперов Хоумлендера по всей стране выслеживать дискредитированных сообщников Старлайт и глубинного государства. Пока Бутчер уезжает с вирусом, остальные «Пацаны» разделяются и пытаются скрыться по отдельности, но все попадают в засады. Почти все оказываются в плену у войск Vought, но Энни удаётся сбежать. В сцене в середине титров Кэлхун показывает Хоумлендеру, где держат Солдатика. |            |                                                                                         |                   |                          |               |

## Актёры и персонажи
| - Карл Урбан — Уильям «Билли» Бутчер - Джек Куэйд — Хью «Хьюи» Кэмпбелл-мл. - Энтони Старр — Джон / Хоумлендер - Эрин Мориарти — Энни Дженьюари / Старлайт - также Мориарти сыграла оборотня в облике Старлайт - Джесси Т. Ашер — Реджи Франклин / Экспресс - Лаз Алонсо — Марвин Т. «Молоко Матери» Милк / ММ - Чейс Кроуфорд — Кевин Московиц / Подводный - Томер Капон — Серж / Французик - Карен Фукухара — Кимико Миясиро / Самка - Нэйтан Митчелл — Чёрный Нуар II - Колби Минифи — Эшли Барретт - Клаудия Думит — Надя / Виктория Ньюман - Кэмерон Кроветти — Райан Бутчер - Сьюзэн Хэйард — Джессика «Сейдж» Брэдли / Сестра Сейдж - Вэлори Керри — Мисти Такер Грэй / Фейерверк - Джеффри Дин Морган — Джо Кесслер | - Лайла Робинс — Грейс Мэллори - Саймон Пегг — Хью Кэмпбелл-ст. - Розмари Деуитт — Дафни Кэмпбелл - Дерек Уилсон — Роберт Вернон / Технорыцарь - Джим Бивер — Роберт «Боб» Сингер - Мэтью Эдисон — Кэмерон Коулман - Шантель Вансантен — Бекка Бутчер - Уилл Феррелл — в роли самого себя / тренер Бринка - Тильда Суинтон — Амброзия (голос) - Кристиан Киз — Нейтан Франклин - Мэдди Филлипс — Кейт Данлэп - Аса Германн — Сэм Риордан - Эллиот Найт — Колин Хаузер - Дэвид Рил — Эван Ламберт - Эрика Превост — Тала - Фрэнсис Тёрнер — Моник - Пи Джей Бирн — Адам Бурке - Кимберли-Сью Мюррей — Киара - Сабрина Содин — Эшли - Дэн Муссо — Паутинник - Оливия Морандин — Зои Ньюман - Омид Абтахи — доктор Самир Шах - Дэвид Эндрюс — сенатор Калхун | - Джанкарло Эспозито — Стэн Эдгар - Мэттью Горман — Тодд - Ана Сани — Аника - Джордана Лажуа — Шери - Роб Бенедикт — Сплинтер - Малкольм Барретт — Сет Рид - Катя Винтер — Маленькая Нина - Шон Бенсон — Иезекииль - Мюррей Фэрроу — Мартин - Марк Коулинг — Фрэнк - Нэнси Ленехан — Барбара - Лию Абере — Джанин - Тайрон Бенскин — Элайджа - Энн Кьюсак — Донна Дженьюари - Эсс Хёдльмозер — Синди - Дерек Джонс — Сарделька Любви - Дженсен Эклс — Бен / Солдатик |

### Камео
В третьей серии Шошана Бин, Джеймс Монро Иглхарт и Эндрю Рэннеллс озвучивают фигуристов, играющих Королеву Мэйв, Иисуса и Хоумлендера.

## Производство

### Разработка
10 июня 2022 года стриминговая платформа Amazon Prime Video заказала четвёртый сезон «Пацанов». В конце апреля 2023 года шоураннер Эрик Крипке заявил, что ключевой целью Бутчера станет спасение Райана. 4 декабря 2023 года Крипке сказал, что в четвёртом сезоне будет присутствовать самая безумная сцена за весь сериал, и удивился, что ему «всё сошло с рук». «Пожалуй, в каждой серии есть как минимум один совершенно невъебенно забавный момент. Обожаю подобные в пятой серии. А во время просмотра шестой серии я каждый раз прикрываю рот руками. В общем, на мой взгляд, там полно интересного», — рассказал он.

### Сценарий
В интервью для журнала The Hollywood Reporter Крипке рассказал, что прототипами героини Вэлори Карри, — Мисти Такер Грей / Фейерверк, — стали политики Марджори Тейлор Грин, Лорен Боберт и Кристи Ноэм.
По словам шоураннера, героиня Сьюзэн Хэйард, — Джессика «Сейдж» Брэдли / Сестра Сейдж, — была придумана как одна из главных слабостей Хоумлендера: «Его повсюду окружают одни идиоты. И поэтому, если дать ему кого-нибудь воистину гениального, он станет значительно опаснее. И тут обнаружилось, что создать такого персонажа очень сложно! Потому что нужно придумать что-то такое, до чего додумался бы умнейший человек в мире, но мы ведь не такие, поэтому это очень нелегко. Однако Сейдж получилась очень интересным персонажем». Также Крипке поговорил и о финале: «Конец четвертого сезона ознаменован сейсмическими последствиями: ничто в мире уже не будет прежним».
Заключительная серия сезона посвящена Ларри Крипке, отцу Эрика Крипке, скончавшемуся 13 февраля 2024 года.

### Актёры
Актёры, присоединившиеся к сериалу в четвёртом сезоне
8 июля 2022 года стало известно, что Нэйтан Митчелл (игравший Чёрного Нуара в первых трёх сезонах), несмотря на смерть своего персонажа в финале третьего сезона, исполнит в четвёртом сезоне роль нового Чёрного Нуара (Чёрный Нуар II). 1 августа Кэмерон Кроветти перешёл в основной состав актёров, а Вэлори Керри и Сьюзэн Хэйард получили роли новых персонажей. 25 августа к касту присоединился Джеффри Дин Морган, 1 декабря — Роб Бенедикт, Эллиот Найт и Розмари Деуитт. После выхода трёх серий стало известно, что Бенедикт изображает Сплинтера, а Найт — Колина.
Дэн Муссо сыграл в двух сериях Паутинника, супера-наркомана и пародию на Человека-паука из Marvel.
Также в четвёртом сезоне «Пацанов» появляются персонажи из сериала «Поколение „Ви“»: Кейт Данлэп в исполнении Мэдди Филлипс, Сэм Риордан в исполнении Асы Германна и Роберт Вернон / Технорыцарь в исполнении Дерека Уилсона.

## Маркетинг
10 октября 2022 года, во время съёмок в Торонто, в «Твиттере» появились фотографии новых персонажей — Фейерверк и Сестры Сейдж.
8 ноября 2023 года в «Твиттере» появились два тизер-постера с Хоумлендером и Билли Бутчером, сопровождаемые надписью «Давайте зажжём эту свечу» (англ. Let’s light this candle). Тизер-трейлер сначала увидели посетители мероприятия CCXP в Сан-Паулу (Бразилия); на YouTube и в «Твиттере» он был опубликован 2 декабря.
2 мая 2024 года в сети появились два официальных постера четвёртого сезона, а уже на следующий день вышел официальный трейлер.
28 мая и 9 июня вышли кадры из сезона, а в период с 1 по 6 июня «Твиттер»-аккаунт сериала пополнился шестью характер-постерами.
9 июня, в преддверии релиза, IGN опубликовал юмористическое (и подвергнутое жёсткой цензуре) видео, в котором Морган рассказывает о своём персонаже.
В промоматериалах к четвёртому сезону также содержались выражения «Make America Super Again» («Сделаем Америку снова суперской») и «Supe Lives Matter» («Жизни суперов имеют значение»), пародирующие лозунги «Make America Great Again» и «Black Lives Matter» («Жизни чёрных имеют значение»).

## Релиз
28 июня 2023 года Крипке заявил, что сезон выйдет только тогда, когда завершится забастовка сценаристов. Релиз первых трёх серий состоялся 13 июня 2023 года, оставшиеся выходили раз в неделю вплоть до 18 июля. Финальная серия вышла под названием «Season Four Finale» («Финал четвёртого сезона»), хотя изначально называлась «Assassination Run» («Убийственный забег»). Смена заголовка обусловлена произошедшим 13 июля покушением на Дональда Трампа. Amazon, Sony Pictures Television и продюсеры «Пацанов» поместили в начало эпизода предупреждение «просмотр — по вашему усмотрению» и выступили против политического насилия в реальном мире; «любые сходства с реальными событиями в сценах и сюжетных линиях являются случайными и неумышленными», — заявили создатели сериала. От себя Крипке добавил следующее: «Мы — супергеройское телешоу. Мы вымышлены. Безусловно, что наше шоу носит политический характер и отражает определённую позицию, а значит, в нём возможны ужасные совпадения. Но всё [подобное], что касается реального мира, мы осуждаем и настроены против этого самым решительным образом. Мы просто снимаем супергеройское шоу».

## Восприятие

### Оценки и отзывы критиков
По данным агрегатора рецензий Rotten Tomatoes, 92 % из 141 критика положительно высказались о четвёртом сезоне; средняя оценка — 7,65 из 10. На Metacritic средневзвешенная оценка сезона составляет 76 из 100 на основании 22 рецензий, что соответствует «в целом благоприятным» отзывам.
Кевин Феникс, пишущий для журнала The Illuminerdi, остался в восторге от четвёртого сезона, вручив ему 10 баллов из 10; своё впечатление он сформулировал так: «Четвёртый сезон — это настоящий триумф во всех отношениях, он сочетает в себе острые социальные аспекты, захватывающие арки персонажей и потрясающее качество постановки. В нём блестяще показаны власть, коррупция и природа человечества, рассказанные через призму того мира, где супергерои — не герои. Благодаря превосходно скомпонованным и сбалансированным историям, персонажам, различным темам и проблемам, „Пацаны“ по-прежнему являются одним из самых актуальных и интересных телесериалов… Обязательно к просмотру».
Амон Уорманн из Empire оценил сезон в 4 звезды из 5 и назвал его лучшим, а весь сериал — «на пике своей мощи»; критику также понравилась «глубокая» драматизация персонажей. Трент Мур из Paste поставил сезону оценку 9.0, написав: «Четвёртый сезон просто феноменален… Вот уже несколько лет „Пацаны“ являются одним из лучших шоу на телевидении и по-прежнему удерживают свою позицию в пантеоне за счёт искусного сочетания драмы, жестокости, политической линии и сюрреализма. Этот сериал можно сравнить со скороваркой, где с каждым разом становится всё горячее и горячее».
Меган Вик из GameSpot высоко оценила «эмоциональный центр», но раскритиковала «затянутое начало». Вручив сезону оценку «B+», Бен Трэверс написал в своей рецензии для IndieWire следующее: «В первую очередь впечатляет то, как ловко драматический сюжет „Пацанов“ держит баланс между множеством сюжетных линий, и в то же время сумасбродная изобретательность жанра чёрной комедии даёт возможность забыть о каких-либо недостатках… Мои записи о четвёртом сезоне пестрят словами „oh god’s“ и „hoo boy’s“, — так я обозначаю особо жуткие декорации или ужасающие чудеса дизайна существ».

### Отзывы зрителей
Сезон получил неоднозначные отзывы от зрителей. Тем не менее, финальная серия в целом понравилась аудитории.